# اینجه (شکی)
اینجه (به لاتین: İncə) یک منطقه مسکونی در جمهوری آذربایجان است که در شهرستان شکی واقع شده‌است. اینجه ۱۳۵۵ نفر جمعیت دارد.